# Codice civile del Regno d'Italia

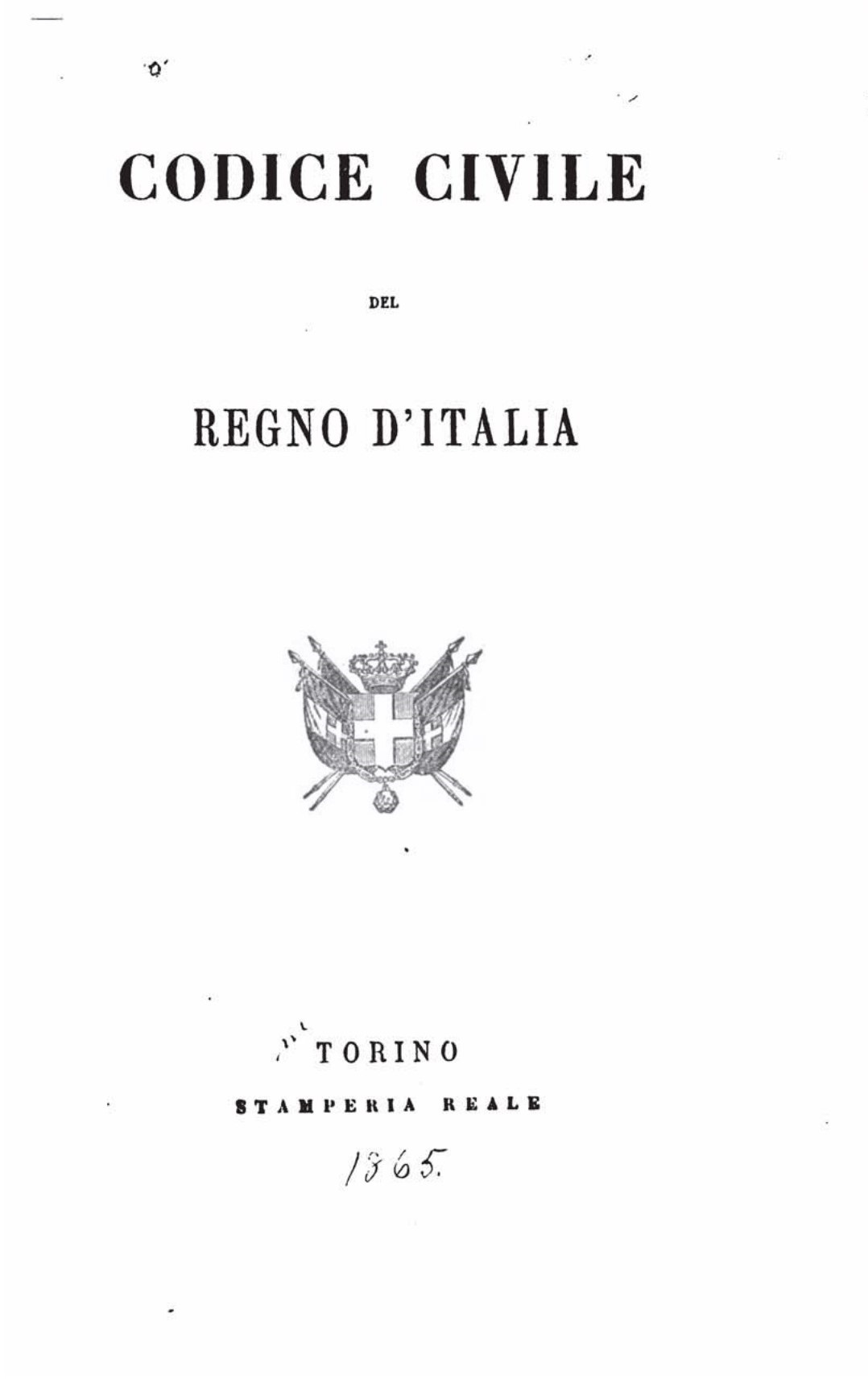
Codice civile del Regno d'Italia, edizione del 1865.

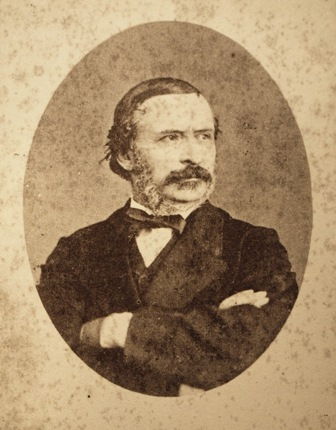
Giuseppe Pisanelli

Il codice civile del Regno d'Italia (detto anche codice Pisanelli, dal nome dell'allora Ministro di grazia e giustizia Giuseppe Pisanelli) fu il primo codice civile del Regno d'Italia, promulgato con regio decreto del 25 giugno 1865. Sostituì le leggi e i codici civili che vigevano autonomamente e separatamente negli Stati preunitari italiani.

## Il modello napoleonico

### I motivi dell'influenza della codificazione napoleonica sul codice civile del 1865
Carlo Ghisalberti sottolinea alcune peculiarità del codice civile del 1865 rispetto al codice napoleonico, attribuendo loro un'originalità riferita al contenuto delle singole norme, ovvero dei singoli istituti, ma non all'impianto logico-sistematico.
Il codice del 1865 rimane un codice della proprietà che ricalca la struttura e la matrice ideologica espressa dal codice francese. L'art. 436 del codice italiano recepisce infatti, sul piano letterale, la definizione del diritto di proprietà contenuta nel codice napoleonico e già adottata nel codice civile piemontese (art. 436 c.c. del 1865: "La proprietà è il diritto di godere e disporre delle cose nella maniera più assoluta, purché non se ne faccia un uso vietato dalle leggi o dai regolamenti").
L'applicazione del codice napoleonico in Italia si ebbe in seguito all'annessione dei territori italiani alla Francia, e negli anni dell'occupazione francese il Codice napoleonico divenne perciò il codice del Regno d'Italia. A Genova e a Lucca rimase in vigore anche dopo la restaurazione, senza alcuna modificazione. Il codice francese costituiva la base di molti codici preunitari: il codice degli Stati di Parma, Piacenza e Guastalla del 1820, del codice piemontese del 1838 (codice Albertino), del codice del Regno delle Due Sicilie del 1819. Soltanto nel Lombardo-Veneto vi fu un abbandono definitivo del modello napoleonico, visto che nel 1816 entrò in vigore la traduzione italiana del codice austriaco.

### Valutazioni circa il testo

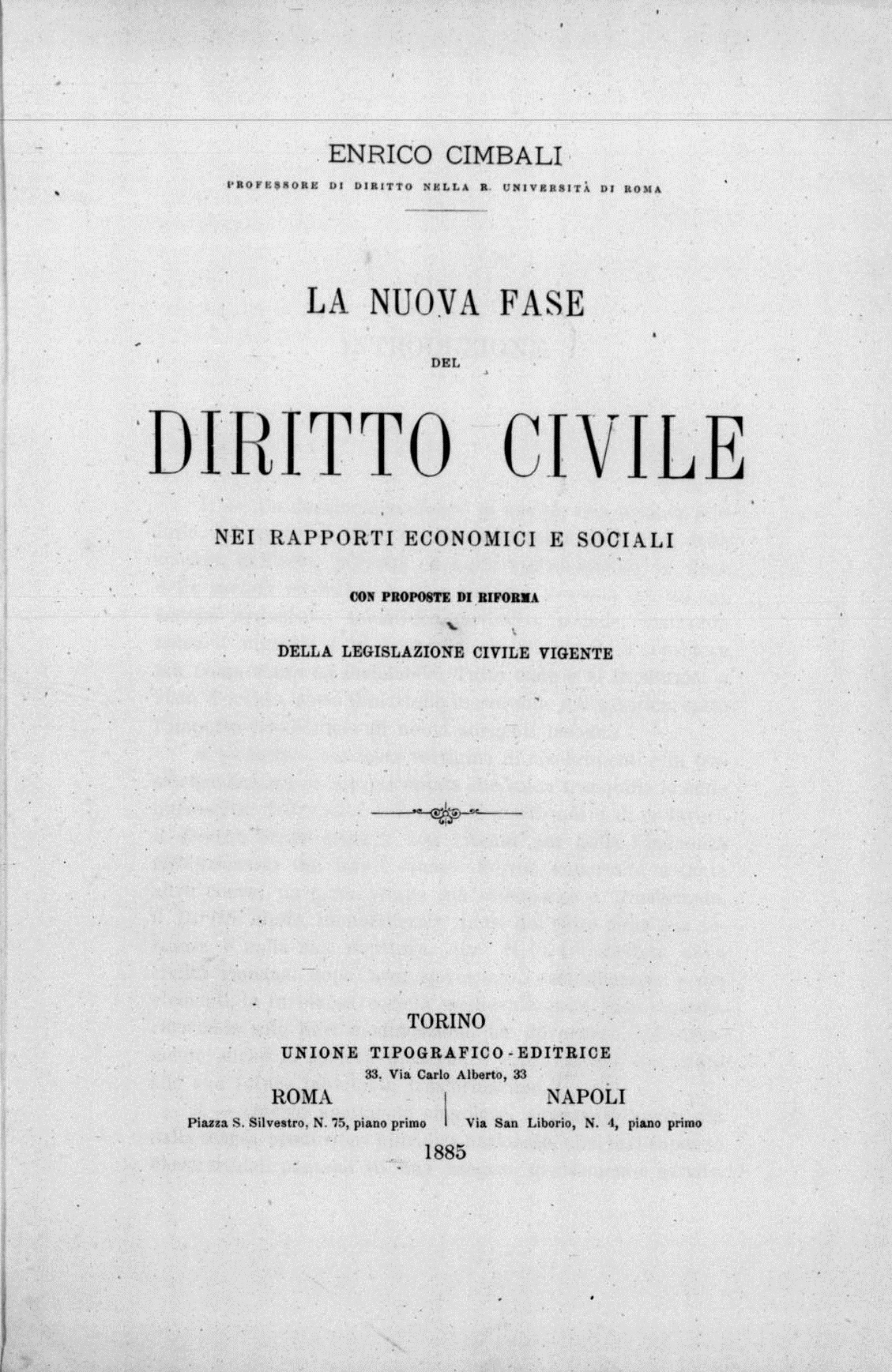
Enrico Cimbali, La nuova fase del diritto civile nei rapporti economici e sociali, 1885

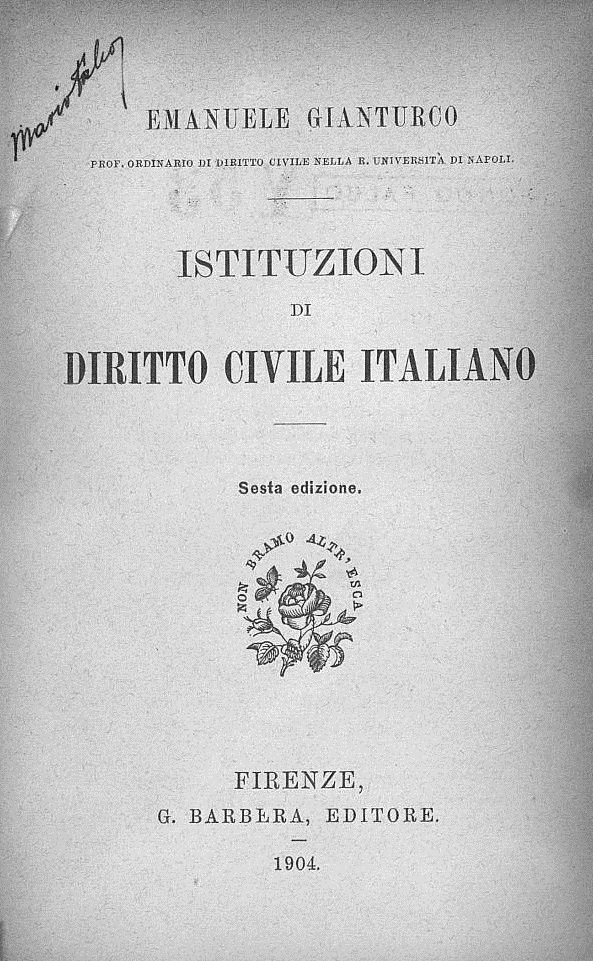
Emanuele Gianturco, Istituzioni di diritto civile italiano, 1904 (1ª ed. 1887)

Per la dottrina civilistica preunitaria il codice francese non rappresenta quindi un codice straniero quanto il prototipo originario delle varie esperienze codicistiche italiane, e quindi uno strumento essenziale per lo studio del diritto civile. Il codice francese è sì il codice della borghesia uscita vincente dalla rivoluzione francese, ma sul piano tecnico-giuridico è un testo normativo che rivisita e rivitalizza le categorie concettuali della tradizione del diritto romano. Vi è dunque anche un fattore culturale e scientifico, nel segno della tradizione romanistica, che rafforza l'impatto del Code nella realtà italiana. Appare indiscutibile sul piano storiografico come il risorgimento abbia rappresentato una rivoluzione nazionale e non una rivoluzione sociale. Il risorgimento non contempla infatti l'idea della trasformazione sociale, o quantomeno della riforma dei rapporti sociali esistenti: lo Stato Italiano, che emerge dal processo risorgimentale, esprime una cultura giuridica e politica pienamente convergente sui valori del liberalismo economico e dell'individualismo borghese, alla base della codificazione napoleonica. Diventa quindi perfettamente naturale che, nell'ambito dei lavori di preparazione della codificazione italiana, il codice francese rappresenti il modello ideale, il linguaggio giuridico di base, nella prospettiva della costruzione della codificazione nazionale. Sul piano strettamente operativo, stante la necessità di giungere in tempi rapidi alla codificazione, una volta scartata l'ipotesi di una mera riforma del codice Albertino (testo vigente dal 1861 anche in Emilia, Marche ed Umbria), il modello napoleonico offre una perfetta sintesi dell'esistente giuridico, che, oltretutto - non mortificando nessuna esperienza preunitaria - appare politicamente equilibrata perché spendibile nella logica del codice nazionale.

### L'impianto ideologico delle codificazioni civilistiche di derivazione napoleonica
Nell'ideologia liberale post-rivoluzionaria non c'è spazio per organi intermedi tra l'individuo e lo Stato. La società pre-rivoluzionaria fondata su base corporativa e cetuale è cancellata. L'individuo deve essere libero di agire nel traffico giuridico senza alcuna mediazione sociale. La società liberale si fonda così sulle relazioni individualistiche tra proprietari. Un altro effetto fondamentale della rivoluzione francese era stato quello di liberare la proprietà da ogni vincolo feudale. Sulla base della proprietà liberata si afferma il prototipo costituzionale dell'individuo-proprietario-libero contraente. Nella società borghese, la proprietà finisce per divenire il parametro economico della cittadinanza: si può accedere alla proprietà in quanto cittadini, e si è cittadini in quanto proprietari. In un ordinamento fondato sull'eguaglianza formale l'accesso alla proprietà non è più condizionato da status precostituiti: tutto è regolato dal contratto e quindi dalla circolazione della proprietà. Anche il lavoro, come vedremo, in questa prospettiva, è una proprietà, una merce contrattabile. Il nesso proprietà-cittadinanza è confermato dal fatto che la garanzia della proprietà liberata dall'ingerenza di qualsiasi impalcatura pubblicistica è una delle garanzie fondamentali, di rilevanza costituzionale, che caratterizzano lo Stato borghese.

## Struttura
Il Codice civile fu articolato in tre libri così intitolati:
Libro I - "Delle persone", con 12 titoli:
Titolo I: Della cittadinanza e del godimento dei diritti civili (Artt. 1-15)
Titolo II: Del domicilio civile e della residenza (Artt. 16-19)
Titolo III: Degli assenti (Artt. 20-47)
Titolo IV: Della parentela e della affinità (Artt. 48-52)
Titolo V: Del matrimonio (Artt. 53-158)
Titolo VI: Della filiazione (Artt. 159-201)
Titolo VII: Dell'adozione (Artt. 202-219)
Titolo VIII: Della patria podestà (Artt. 220-239)
Titolo IX: Della minore età, della tutela e della emancipazione (Artt. 240-322)
Titolo X: Della maggiore età, della interdizione e della inabilitazione (Artt. 323-342)
Titolo XI: Dei registri delle tutele dei minori o degli interdetti, e delle cure degli emancipati od inabilitati (Artt. 343-349)
Titolo XII: Degli atti dello stato civile (Artt. 350-405)
Libro II - "Dei beni, della proprietà e delle sue modificazioni", con 5 titoli:
Titolo I: Della distinzione dei beni
Titolo II: Della proprietà
Titolo III: Delle modificazioni della proprietà
Titolo IV: Della comunione
Titolo V: Del possesso

Libro III - "Dei modi di acquistare e di trasmettere la proprietà e gli altri diritti sulle cose", con 28 titoli.
Titolo I: Dell'occupazione
Titolo II: Delle successioni
Titolo III: Delle donazioni
Titolo IV: Delle obbligazioni e dei contratti in genere
Titolo V: Del contratto di matrimonio
Titolo VI: Della vendita
Titolo VII: Della permuta
Titolo VIII: Dell'enfiteusi
Titolo IX: Del contratto di locazione
Titolo X: Del contratto di società
Titolo XI: Del mandato
Titolo XII: Della transazione
Titolo XIII: Della costituzione di rendita
Titolo XIV: Del contratto vitalizio
Titolo XV: Del giuoco e della scommessa
Titolo XVI: Del comando
Titolo XVII: Del mutuo
Titolo XVIII: Del deposito e del sequestro
Titolo XIX: Del pegno
Titolo XX: Dell'anticresi
Titolo XXI: Della fideiussione
Titolo XXII: Della trascrizione
Titolo XXIII: Dei privilegi e delle ipoteche
Titolo XXIV: Della separazione del patrimonio del defunto da quello dell'erede
Titolo XXV: Della pubblicità dei registri e della risponsabilità dei conservatori
Titolo XXVI: Della spropriazione forzata degli immobili, della graduazione e della distribuzione del prezzo fra i creditori
Titolo XXVII: Dell'arresto personale
Titolo XXVIII: Della prescrizione

Si compose complessivamente di 2147 articoli, preceduti da altri 12 relativi a pubblicazione, interpretazione e applicazione della legge in generale (cd. "preleggi").
All'epoca non si era ancora considerato un "accorpamento" tra diritto civile e diritto commerciale (che avverrà solo col Codice civile del 1942); a quest'ultima branca del diritto fu quindi dedicato un codice separato.
La materia delle "successioni" e quella delle "obbligazioni" e dei "contratti" non ebbero una parte autonoma, ma furono inglobate nel terzo libro, differentemente a quanto sarebbe accaduto nel 1942. Inoltre, non fu prevista una disciplina "peculiare" dei rapporti di lavoro, che venivano fatti rientrare nelle obbligazioni; solo nel 1942 il quinto libro sarebbe stato dedicato alla materia, ricomprendendo in essa anche il diritto d'impresa.